# ツキチョウチョウウオ
ツキチョウチョウウオ（月蝶々魚、学名：Chaetodon wiebeli）は、スズキ目チョウチョウウオ科に分類される魚類の一種。種小名は、Kaup（本種の命名者）の親友Wiebelへの献名である。かつてはcollare、lunulaという種小名も与えられていた。

## 形態
- 全長は約18cm[3]。
- 体側は全体的に黄色一色。
- 頭部にある白帯の上に黒い模様がある。
- 尾鰭は基部から外縁へ向かうにつれ、黄色、白色、黒色となっている。

よく似た種

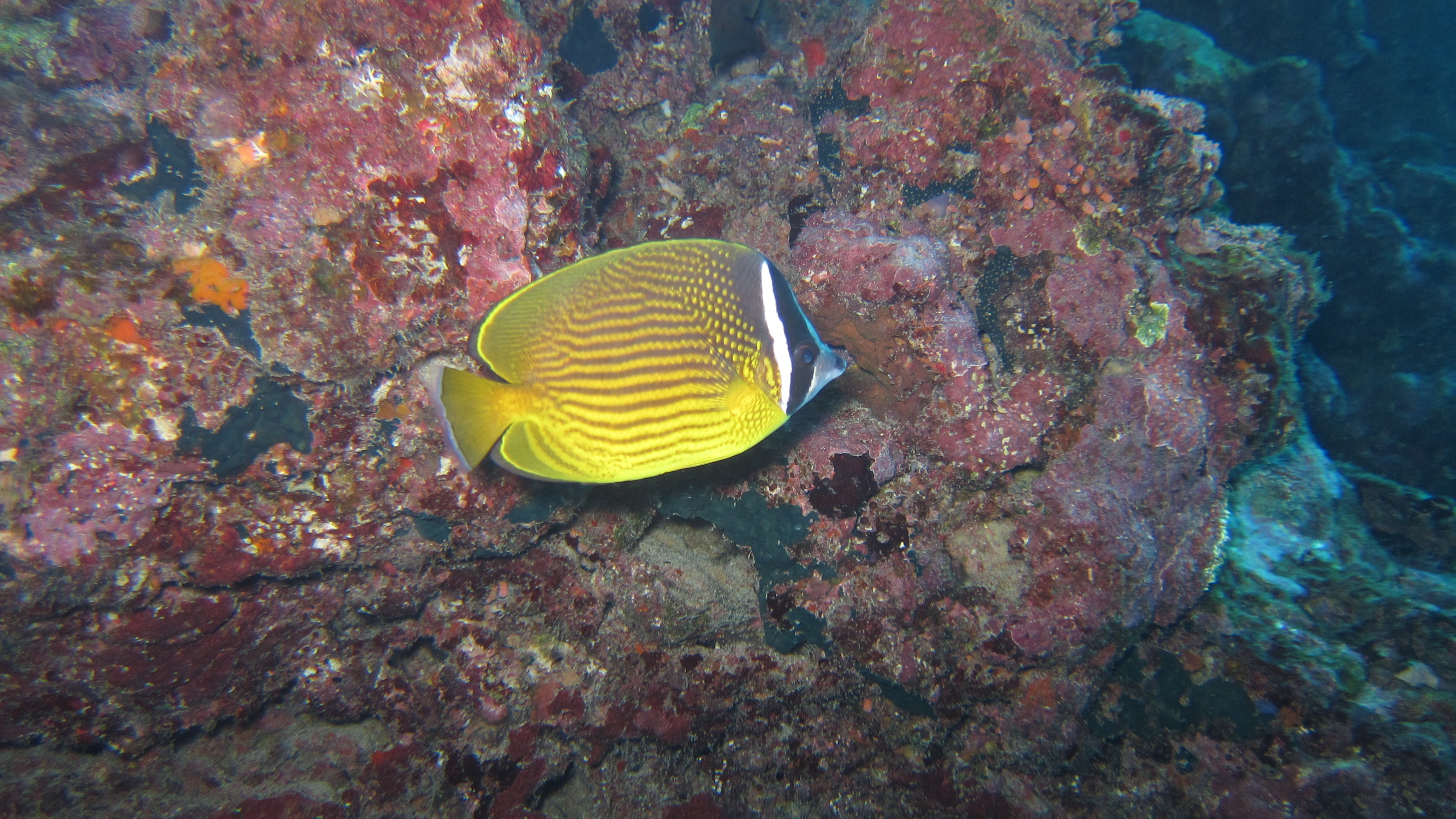
チョウチョウウオ

よく似た種として「チョウチョウウオ（ナミチョウチョウウオ）」がいる。
両種は外見上酷似しているが、
成魚の場合
- 体色の黄色は、本種はナミチョウより鮮やかである[3]。
- 頭部の白帯は、本種は折れ曲がるが、ナミチョウは折れ曲がらない[4]。
- 体側の斑点は、本種は斜線状に連なるが、ナミチョウは縦線状に平行に走る[4]。

幼魚の場合
- 黒い点が背鰭後端と尾鰭基部の2つあるのに対し、ナミチョウは背鰭後端の1つしかない[5]。

といった相違点がある。

## 生態
雑食で、サンゴのポリプ、小型甲殻類、藻類などを食べる。
水深4-25mの亜熱帯のサンゴが付着する岩礁域に生息する。ペアよりは単独で行動することが多い。

## 分布
本種は英名のとおり、香港を中心にアジア大陸沿岸に多く生息する。日本では四国や九州の一部を除き稀な種である。

## 人とのかかわり
観賞魚。本種はチョウチョウウオ、チョウハンと並び飼育は容易である。